# Liste de parcs et jardins de Picardie
La liste de parcs et jardins de Picardie recense l'ensemble des jardins publics, parcs publics et espaces verts situés en Picardie, appartenant à des collectivités territoriales, à des institutions ou des établissements publics ou à des personnes privées qui ouvrent leurs propriétés à la visite.
Certains jardins sont protégés en partie ou en totalité en tant que site, au titre des monuments historiques (classement ou inscription sur l'inventaire supplémentaire), ou / et labellisés jardin remarquable.
Légende :  Jardin remarquable -  Inscrit MH (Monument historique)

## Aisne
| Jardin                                                        | Commune              | Superficie (ha) | Date                  | Style, remarques | Illustration    |
| ------------------------------------------------------------- | -------------------- | --------------- | --------------------- | --- | --------------- |
| Les Jardins du Nouveau Monde (Parc du Château de Blérancourt) | Blérancourt          | 4               | XXIe siècle           | jardin à la française, sélection de fleurs et d'arbustes originaires du continent américain; cinq jardins (printemps, été, automne, arboretum)                      | }}}             |
| L'Ile aux quatre pigeonniers                                  | Bosmont-sur-Serre    | 15              | XIXe siècle           | collection d'érables, cornouillers, roseraie et plantes vivaces | Image manquante |
| Parc des Promenades                                           | Chauny               | 6               |                       | | }}}             |
| Parc paysager du centre ville                                 | Chauny               | 1,5             |                       | | Image manquante |
| Parc de la Garenne                                            | Chauny               | 3               |                       | | Image manquante |
| Jardin d'agrément du Familistère · Inscrit MH                 | Guise                | 1,2             | 1865                  | jardin à l'anglaise, potager, verger, jardin d'agrément, fontaines, statues, pavillon rustique, mausolée de Jean-Baptiste André Godin et de son épouse Marie Moret. | }}}             |
| Jardin de la Presqu'île                                       | Guise                | 10              | 2004                  | reconstitution du bocage thiérachien : alternances de prairies, buissons et taillis; couloir de lagunage.                                                           | Image manquante |
| Square Saint-Nazaire                                          | Hirson               | ~1              |                       | jardin à l'anglaise | }}}             |
| Les Jardins de La Muette · Inscrit MH                         | Largny-sur-Automne   | 3               | XVIIe s.              | jardins à la française, à l'anglaise, à l'italienne | Image manquante |
| Jardins du Château de Puisieux-et-Clanlieu · Inscrit MH       | Puisieux-et-Clanlieu | 44              | XIXe s.               | jardins à la française, à l'anglaise, arborétum | }}}             |
| Parc des Champs-Élysées de Saint-Quentin                      | Saint-Quentin        | 11              | milieu du XIXe siècle | jardin à l'anglaise, statues, arbres remarquables, plantes vivaces, kiosque                                                                                         | }}}             |
| Parc d'Isle                                                   | Saint-Quentin        | ~50             |                       | jardin des plantes aromatiques et médicinale, centre de sauvegarde de la faune sauvage, espaces de loisirs                                                          | }}}             |
| Parc du Château de Septmonts                                  | Septmonts            | 4,5             | 1999                  | parc paysager, arboretum, verger conservatoire de pommiers, roseraie.                                                                                               | }}}             |
| Jardin d'horticulture                                         | Soissons             |                 | 1865                  | parc à l'anglaise | }}}             |
| Parc Saint-Crépin                                             | Soissons             | ~ 6             | 1921-1923             | | Image manquante |
| Les Jardins de Viels-Maisons                                  | Viels-Maisons        | 60              | XVIIe s.              | jardin à la française, à l'anglaise, arboretum | Image manquante |

## Oise
| Jardin                                                                      | Commune          | Superficie (ha) | Date                        | Style, remarques                                                                                     | Illustration    |
| --------------------------------------------------------------------------- | ---------------- | --------------- | --------------------------- | --- | --------------- |
| Square du Mont-Capron                                                       | Beauvais         | ~1              |                             | Théâtre de verdure                                                                                   | Image manquante |
| Parc Marcel Dassault                                                        | Beauvais         | ~ 20            | années 1960                 | jardin de roses, jardin sec, jardin de terre de bruyère, jardin à l'anglaise, prairie, verger, ferme | Image manquante |
| Maladrerie Saint-Lazare de Beauvais                                         | Beauvais         | 0,3             | 2009                        | jardin d'inspiration médiévale                                                                       | }}}             |
| Parc du Château de Chantilly                                                | Chantilly        | 115             | XVIIe, XVIIIe, XIXe siècles | jardin dessiné par André Le Nôtre : jardin à la française, jardin anglo-chinois, jardin anglais      | }}}             |
| Potager des Princes · Inscrit MH (1975)                                     | Chantilly        | 2,5             | 2002                        | | }}}             |
| Parc du Château de Compiègne Classé MH (1994)                               | Compiègne        | 20              | XVIIIe XIXe siècles         | kiosque, pavillon de jardin, maison rustique, orangerie, serre, glacière, tonnelle longue d'1 200 m  | }}}             |
| île Saint- Maurice                                                          | Creil            | 4,3             | XXe -XXIe siècles           | | }}}             |
| Parc Jean-Jacques-Rousseau                                                  | Ermenonville     | 50              | 1765-1776                   | Fabriques, étang, paysage                                                                            | }}}             |
| Jardins et parc de l'Abbaye de Chaalis                                      | Fontaine-Chaalis | 29              | XVIIIe siècle               | roseraie                                                                                             | }}}             |
| Jardin des ifs                                                              | Gerberoy         | 15              | XVIIIe siècle               | art topiaire                                                                                         | }}}             |
| Jardin Henri Le Sidaner                                                     | Gerberoy         |                 | XIXe siècle                 | art topiaire jardin blanc rosiers                                                                    | Image manquante |
| Parc urbain du Prieuré                                                      | Montataire       | 30              |                             | plan d'eau                                                                                           | Image manquante |
| Parc Hébert                                                                 | Nogent-sur-Oise  | 5               |                             | marronniers, platanes, hêtres, chênes, taxodium                                                      | Image manquante |
| Parc André Van Beek                                                         | Saint-Paul       | 1               |                             | | Image manquante |
| Domaine de Valgenceuse · Site classé · Classé MH (1942) · Inscrit MH (1992) | Senlis           | 8               | 1620                        | jardin anglais, orangerie, labyrinthe de buis, potager.                                              | }}}             |
| Parc du Donjon de Vez                                                       | Vez              | 1               |                             | jardin à la française                                                                                | }}}             |

## Somme
| Jardin                                                    | Commune                   | Superficie (ha)      | Date                                                              | Style, remarques | Illustration    |
| --------------------------------------------------------- | ------------------------- | -------------------- | ----------------------------------------------------------------- | --- | --------------- |
| Parc d'Emonville                                          | Abbeville                 | 2                    | XIXe siècle                                                       | jardin à l'anglaise, bassins, statues, arbres remarquables, plantes vivaces | }}}             |
| Parc municipal de La Bouvaque                             | Abbeville                 | 60                   | fin XXe siècle                                                    | parc semi sauvage, étangs, arbres, plantes et oiseaux aquatiques | }}}             |
| Jardin public d'Albert Inscrit MH (2009)                  | Albert                    | ~1,2                 | milieu XIXe siècle réaménagement 1930                             | jardin à l'anglaise, pelouse arborée, arborétum, plantes vivaces, cascade, serpentine, kiosque à musique... | }}}             |
| Étangs du Vélodrome                                       | Albert                    | 24 (dont 7 protégés) | début XXe siècle réaménagement 2011-2013                          | parc semi-sauvage, étangs arborés, espace « naturel » protégé | }}}             |
| Jardin des plantes d'Amiens                               | Amiens                    | 1                    | 1751                                                              | Jardin botanique, rocaille alpine,roseraie, plantes tinctoriales | }}}             |
| Parc de la Hotoie                                         | Amiens                    | 19                   | XVIIe siècle                                                      | pelouse, bosquets, plan d'eau, kiosque à musique | }}}             |
| Parc de l'Evéché d'Amiens                                 | Amiens                    | 1                    | XIXe siècle 1991                                                  | jardin à l'anglaise, pelouse arborée, plantes vivaces | }}}             |
| Square Saint-Denis                                        | Amiens                    | 0,5                  | XIXe siècle                                                       | jardin à l'anglaise, pelouse arborée, plantes vivaces, statue, monument commémoratif de la Résistance | }}}             |
| Parc Jean-Rostand                                         | Amiens                    | 1,4                  | XIXe siècle ouverture au public 1977                              | jardin à l'anglaise, pelouse arborée avec bosquets, ifs | }}}             |
| Jardin archéologique de Saint-Acheul                      | Amiens                    | 2                    | 1998                                                              | coupe géologique renfermant des silex taillés acheuléens | }}}             |
| Parc Saint-Pierre Prix du paysage (2005)                  | Amiens                    | 22                   | réaménagé en 1995                                                 | jardin contemporain, nymphéas, miroirs d'eau Prix de l'aménagement urbain catégorie Parcs et jardins (1994) - | }}}             |
| Bois Bonvallet                                            | Amiens                    | 4,5                  | ouverture au public 1999                                          | parc arboré, plantes vivaces, étangs, canaux, fabriques | }}}             |
| Parc du château de Montières                              | Amiens                    | ~ 5                  | XVIIIe siècle-XIXe siècles ouverture au public fin du XXe siècle. | arbres remarquables : cyprès chauve, cyprès de Louisiane, savonnier... | }}}             |
| Parc du Grand Marais d'Amiens                             | Amiens                    | 26                   | 2003                                                              | Jardin contemporain, pelouse arborée, jeux d'eau (proximité avec le Parc de Montières) | }}}             |
| Marais des Trois Vaches                                   | Amiens                    | 33                   | 2003                                                              | milieux, aquatiques, amphibies et terrestres · Site Ramsar (2017, Marais et tourbières des vallées de la Somme et de l'Avre)                                                                                       | }}}             |
| Jardins de Valloires                                      | Argoules                  | 8                    | 1986                                                              | Fruticetum, Roseraie, Jardin remarquable, Jardin botanique, Arboretum aménagés par Gilles Clément | }}}             |
| Le Jardin sauvage                                         | Buigny-lès-Gamaches       | 0,35 ha              | 1981                                                              | arbres indigènes, herbes spontanées, mare entourée de rubans de bergères, de jacinthes d’eau de laitues du Nil...                                                                                                  | Image manquante |
| Parc du château                                           | Canaples                  | 5 ha                 | fin XIXe siècle                                                   | Thuya géant labelisé « Arbre remarquable de France » | Image manquante |
| Parc de Samara                                            | La Chaussée-Tirancourt    | 100                  | 1988                                                              | Jardin botanique, Arboretum, Marais, Tourbière, Opidum, reconstitution d'habitats préhistoriques (Néolithique, Âge du bronze, Âge du fer), d'habitat et d'ateliers gaulois...                                      | }}}             |
| Enclos de l'abbaye                                        | Corbie                    |                      | réaménagement partiel début XXIe siècle                           | | }}}             |
| Parc de la mairie                                         | Corbie                    | ~ 0,7                |                                                                   | Jardin à l'anglaise, pelouse arborée, kiosque à musique... | }}}             |
| Parc du château                                           | Creuse                    | 4 ha                 | XVIIIe–XIXe – XXe siècles                                         | Jardin à l'anglaise, ouvert au public une partie de l'année. | }}}             |
| Parc Delicourt                                            | Ham                       | 1,75                 | 1908                                                              | Jardin à l'anglaise, pelouse arborée, étang... | }}}             |
| Jardins de Maizicourt                                     | Maizicourt                | 10                   | 1989                                                              | jardin à la française, Jardin à l'anglaise, potager, Jardin contemporain | }}}             |
| Promenade du prieuré                                      | Montdidier                |                      | jardin des moines au Moyen Age, réaménagé années 1930             | quadruple rangée de marronniers, point de vue sur la vallée des Trois Doms | }}}             |
| Jardins anglais                                           | Montdidier                | 0,8 ha               | 2005                                                              | kiosque, plantes vivaces, roseraie, aires de jeux | }}}             |
| Jardin floral du château de Digeon · Inscrit MH (2004) ·  | Morvillers-Saint-Saturnin | 2,5                  | fin XXe siècle                                                    | jardin à l'anglaise, roseraie, potager | }}}             |
| Parc du Cam                                               | Péronne                   | ~8                   | 1920                                                              | espace arboré constitué autour d'un étang avec Le Sixième Continent, île artificielle aménagée par Gilles Clément, pour le centenaire de la Première Guerre mondiale                                               | }}}             |
| Parc et Roseraie du château de Rambures Inscrit MH (2003) | Rambures                  | 15                   | XVIIIe siècle                                                     | jardin à l'anglaise, roseraie, arboretum | }}}             |
| Parc Demouy                                               | Roye                      | 1,5                  | 1996                                                              | jardin à l'anglaise | }}}             |
| Parc de La Roseraie · Inscrit MH (2020)                   | Sains-en-Amiénois         | 2,5                  | 1900, 1975, 2012                                                  | jardin à l'anglaise : arbres centenaires : féviers d’Amérique, cèdres, tilleuls, frênes, chênes, acacias ; rocailles, serpentine, petits ponts, kiosque, grottes, bancs... ouvert au public une partie de l'année. | Image manquante |
| Parc de l'abbaye de Saint-Riquier                         | Saint-Riquier             | 4                    |                                                                   | arbres fruitiers (cerisiers, pommiers...), ruches | }}}             |
| Parc du Marquenterre                                      | Saint-Quentin-en-Tourmont | 200                  | 1973                                                              | 300 espèces d'oiseaux migrateurs | }}}             |
| Herbarium des Remparts                                    | Saint-Valery-sur-Somme    | 0,3                  | Fin XXe siècle                                                    | Jardin d'hôpital reconstitué et 6 biotopes régionaux | }}}             |
| Jardins de LY                                             | Senarpont                 | 1,2                  | 1997                                                              | Jardins à thème topiaires, bambouseraie, bonsaïs, jardin japonais... | }}}             |